# Ralfkopf
Le Ralfkopf est une montagne qui s’élève à 3 106 m d’altitude dans les Hohe Tauern, en Autriche.